# 僕はビートルズ
『僕はビートルズ』（ぼくはビートルズ）は、原作：藤井哲夫、作画：かわぐちかいじによる日本の漫画。講談社の『モーニング』にて2010年15号から2012年12号にかけて連載された。

## 概要
ビートルズのコピーバンドが、ビートルズがデビューする前の時代にタイムスリップし、盗作する形でメジャーデビューしてしまう。そのことを通してビートルズとは何だったのか、オリジナリティとは何かを問いかける作品。
講談社モーニング編集部主催の漫画新人賞「MANGA OPEN」の第25回で大賞を原作として初めて受賞した作品。ビートルズをリアルタイムで体験し少なからぬ影響を受けた世代でもある審査員のかわぐちかいじは「俺が描きたいくらいだ」とコメントしており、実際にかわぐちが作画を担当することになった。なお、単行本9巻あとがきによれば、原作では「ファブ・フォー」メンバーは一緒に演奏しないなど本作とは大幅に違うとのこと。

## あらすじ
2010年3月11日。ビートルズのコピーバンド「ファブ・フォー」は、日本のビートルズバンドの聖地である六本木リボルバーと専属契約を結び、「本物のビートルズよりも上のテクニック」をステージで披露する日々を送っていた。ある日、メンバーの一人レイが脱退を告げ、レイを交えた4人での最後のステージを終えた。その後、マコトは六本木駅のホームでレイを引き止めようとするが、考えを変えないレイに激昂したマコトは、電車が入りつつあるホームでレイを突き飛ばし、腕を掴んだことでレイ、ショウ、マコトは三人とも落ちてゆく。反対側のホームにいたコンタも異常に気づき、目を見開いた。
次にショウとマコトが目を覚ました時、2人は1961年3月11日へとタイムスリップしていた。ビートルズがレコードデビューする前の無名の時期である。レイとコンタの姿は見えなかった。マコトは彼ら（ビートルズ）に先んじて、彼らの曲を自分達の曲として発表すれば、彼らがその曲を発表できなくなる代わりに、2010年には存在しない214曲目の新曲を作らせることができ、ビートルズの新曲と自分たちのオリジナル曲を世界のヒットチャートで競わせることができると考え、ショウを説得して行動を起こす。2010年とは商慣習からして違う、1961年の音楽業界の中で右往左往しながらも、2人は「ファブ・フォー」として『抱きしめたい』でレコードデビューを果たし、レコード会社が幅を利かせて市場やアーティストを束縛するのが当たり前の業界に一石を投じた。
「ファブ・フォー」の曲は遠くイギリスのラジオでも流されるようになる。だがビートルズは触発されて新曲を作るどころか、なぜか活動を停止してしまう。

## 登場人物

### ファブ・フォー（THE FAB4）
蜂矢翔（はちや しょう）
愛称はショウ。東京都立川市出身で、両親は秋田県出身。ファブ・フォーにおける担当はジョージ・ハリスンのパート。小学校3年の夏に父親の持っていたCDを聞いたのがきっかけでビートルズのファンになる。
立川東高の軽音サークルに属していた頃、一年先輩のマコトから「ジョージに似ている」と言われてからジョージ・パートを担当するようになり、レイやコンタとの出会いを経てそれは完全に確立された。
自分が本来存在すらしていない世界にいることに違和感を覚え、踏み切りに飛び込んで元の世界に戻ろうとするが、マコトから新しい夢を聞かされてこの世界で生きる意味を見出す。しかし、自分がビートルズの曲を自作だと偽っていることへの罪悪感は消えなかった。
鳩村真琴（はとむら まこと）
愛称はマコト。ファブ・フォーにおける担当はポール・マッカートニーのパートで、ベーシスト。生年月日は1989年2月20日。利き手は右利きだが、楽器を弾く際のみ、神として信奉しているポールと同じ左利きに矯正している。
現代では自分達が2代目のビートルズになって、オリジナルのビートルズを受け継ぐ存在になろうという夢を抱いていたが、1961年の世界にタイムスリップしたのを機に、自分達がビートルズになってオリジナルのビートルズと競い合おうと考える。また、これを完璧に行うべく自分以外のメンバーや楽器の選定にも力を注ぐ。
鷹津礼（たかつ れい）
愛称はレイ。ファブ・フォーにおける担当はジョン・レノンのパートで、リズムギター兼バンドリーダー。元々は立川西高でバンド「フライド・エッグ」を組んでいたが、ショウやマコトの誘いを受けファブ・フォーに加わった。コピーはいくら精巧でも所詮はコピーでしかなく、新しいものを生み出そうとしたビートルズの精神こそが重要であり、自分のオリジナル曲でオリジナルを超えた2代目ビートルズを目指そうとする考えの違いから、マコトとの間に溝を作っていた。
タイムスリップ後はマコトとショウがビートルズの曲を自分たちのものとしてレコードを出したことに憤る。しかしビートルズが活動を停止したことを知ると、世界の歴史が変わりかねないことを危惧し、その埋め合わせをすべく再加入する。
鶴野コンタ（つるの コンタ）
愛称はコンタ。ファブ・フォーにおける担当はリンゴ・スターのパートで、ドラマー。元々はレイと同じく「フライド・エッグ」のメンバーだった。1961年の世界ではショウとマコトと生き別れになっていたが、世話になっているローズの子供たちを食わせていくために再びファブ・フォーに加入する。

### マキ・プロダクション
卯月マキが起こした新興芸能事務所。竜いわく新興勢力ではトップとのこと。
卯月マキ（うづき マキ）
マキ・プロダクションの女社長。竜によると父親が米軍キャンプ周りのジャズメンで、彼女自身もアメリカへの留学歴がある。ハワイアンのダンスパーティーの前座で全くウケなかった「ファブ・フォー」の曲を聴いて、そのレベルの高さを感じ取り、ショウとマコトにウケなかった理由を「曲が新しすぎて、既存の曲に慣れた客を戸惑わせた」と説明し、その上で2人と契約を結ぼうと持ちかけた。そこには、レコード会社お抱えの作詞家や作曲家が主導で楽曲を作り、曲を歌う歌手その人の才能や意思が尊重されない現状を打開し、演奏や曲作りの実力のある「ファブ・フォー」に風穴を開けさせる目論見がある。
竜（りゅう）
ショウとマコトがタイムスリップ後、ふとしたことからお世話になった流しの歌手。通称「流しの竜」。青森県から集団就職のため上京し、歌手を目指すがどこのレコード会社も門を開けてくれず、仕方なく新宿でギター片手に流しの歌手をしている。自身の境遇から苦労している若い者に対する面倒見は良く、ショウやマコトを自らの弟子として面倒を見ると決めた。
2人がマキ・プロダクションと契約を結んでからはマネージャー的な役割を担い、レコーディングや重要な会議にも顔を出している。
彼自身は演歌を専門にしているが、エルビス・プレスリーを「神様」として信望している。しかし、演歌のコブシが出る癖や英語の発音が不得意なことから、自分が洋楽を歌うことはあきらめており、それが「ファブ・フォー」を手助けする動機となっている。また、普段は標準語で話しているが、興奮したときには青森弁が出る。
猪狩（いがり)
音楽ディレクター。セントラル・スターレコードの社員だったが、マキに紹介された「ファブ・フォー」に惚れこみ、方針の合わない会社を辞めて彼らのレコーディングを担当するようになる。

### その他
ヨネ
竜が行きつけのバー「来夢（LIME）」のママ。アパート「夢楽荘」の大家もしている、面倒見のいい女性。「ファブ・フォー」がハワイアンのダンスパーティーの前座を務める折には見に駆けつけ、ウケなかった客達のブーイングが飛び交う中、ただ1人拍手して絶賛した。
熊野（くまの）
芸能事務所「花笠興業」の社長。竜の頼みを聞いてマコトの曲を聴き、ハワイアンのダンスパーティーで前座の仕事を認める。だが、肝心の「ファブ・フォー」の曲が客に全くウケないと見るや、前座を中途半端に打ち切り、さらに「ファブ・フォー」をダンスホールで演奏できないよう各方面に手を回した。音楽的才能を見抜く目や耳はあるものの、それ以上に客のウケ、ひいては利益を重要視する商売人。
海老名ローズ（えびな -）
行き倒れになっていたコンタを拾ったストリッパー。それ以来同棲を続ける。ショウとマコトはローズからのファンレターを通して生き別れになっていたコンタの所在を知ることになる。
園田鹿之子（そのだ かのこ）
クラシック音楽を学ぶ女子中学生であったが、ラジオで流れた「ファブ・フォー」のデビュー曲「抱きしめたい」を聞いてファンとなる。ファンレターに書かれた住所を見たショウが会いに行ったりレコードをプレゼントするなど、徐々に関係を深めていく。マコトが「サムシング」をレコーディングした際は彼女を想って歌った。
亀田（かめだ）
レイがタイムスリップしてから「ファブ・フォー」に再加入するまでに働いていた飯場の同僚。飯場では他の作業員から使い走りにされ、給料の半分が奪われるといった扱いを受けていたところをレイに助けられ、それ以来兄貴分として慕うようになる。レイからギターを教わり、音楽活動を始める。
猿丸 薫（さるまる かおる）
オリオンレコードの制作担当部長。プロデュースした数は少ないが、それが全て大ヒットしていることから社長ですら文句が言えないといわれるほどの評価を得ている。ソロで活動しているレイの才能に惚れ込み、「ファブ・フォー」と勝負できる人材と見込んでレコード制作を持ちかけ、その音楽性を「「ファブ・フォー」がイギリスなら、鷹津礼はアメリカ」と評する。
ピーター・クロンカイト
イギリスにおける「ファブ・フォー」の代理店となるブリティッシュ・レコードの担当者。格下のレーベルではあるが、「ファブ・フォー」がアジア出身であっても差別することなく実力を正当に評価する。
リヴァプールのミュージシャン
マキがイギリスのレコード会社との契約を行った際に立ち寄ったリヴァプールのパブ（イー・クラック）にいた男性。マキとはすれ違うだけでストーリーに直接絡むことはなかったが、リッケンバッカーのギターケースを持ち、シンシアという名の女性に電話するなど、ビートルズを知る読者にジョン・レノンを連想させる描写が行われた。
ブライアン・エプスタイン
NEMSのレコード部門責任者。史実ではビートルズのマネージメントを務め、5人目のビートルズと呼ばれる。作中ではマジー・ビートの音楽コラムに「ファブ・フォー」を絶賛する記事を寄稿している。活動停止前のビートルズを知っており、共通点の多さや、日本人である「ファブ・フォー」と楽曲のバックボーンの繋がりが見えないことにある種の違和感を抱く。

## 登場楽器
単行本2巻によると、かわぐちかいじは作画用資料としてこれらの楽器の実物を入手しているとのことである。
ギブソン・J-160E
レイが「フライド・エッグ」時代に所持していたギター。ショウとマコトがレイの演奏を初めて見たとき、レイは本ギターを手にしていた。史実ではジョン・レノンとジョージ・ハリスンが所有していた。
ヘフナー バイオリンベース 500-1
史実ではポール・マッカートニーが愛用したエレクトリックベース。通称「バイオリン・ベース」。レイを「ファブ・フォー」に誘った際、マコトは本ベースを手に得意曲「アイ・ソー・ハー・スタンディング・ゼア」を歌った。タイムスリップ後、レコードデビューを控え、銀座の一流楽器店「銀座ヤマネ楽器」で手に入れようとするが、扱っていなかった。だが、店主は本ベースを求めるマコトに並木通りにあるという海外雑貨専門店「一刻堂商事」ならば、情報だけでも手に入るのではないかと教え、実際に出向いた店の倉庫の中にあった「ヨーロッパから仕入れた変わった楽器」の中にあったのを発見し、同じく発見したリッケンバッカー325を手にしたショウと一緒に試し弾きをした。その試し弾きを聴いた猪狩は、電話を受けてやって来たマキに感動の涙を流しながら「俺たちこんな美しい曲に出会えて、それを世に出せる」と語った。
ギブソン L-50
ショウがかつて弾いて絶賛したギター。マコトは「花笠興業」の熊野の私物である本ギターを使って「アイ・ソー・ハー・スタンディング・ゼア」を歌い、さらにショウのためにこのギターを借りる約束を取り付けた。その後、ショウはこのギターを手に、マコトと共にハワイアンのダンスパーティーに望む。
グヤトーン LG-70
日本の国産エレキギターで、プロ向けの品。エレキギターの流通量が少ない1961年の日本で手に入る物としては上級品だが、ファブ・フォーの求めているものではなかった。
グレッチ DUO Jet
史実ではジョージ・ハリスンが愛用したエレキギター。ショウは「銀座ヤマネ楽器」でこれが海外からの取り寄せ品ながら、注文してから1か月で手に入ると店主から聞かされ、感動した。
リッケンバッカー・325
史実ではジョン・レノンが愛用したエレキギター。「一刻堂商事」の店主が買い付けて倉庫にしまっておいた「ヨーロッパから仕入れた変わった楽器」の中にあった。店主いわく「日本人は見る目がなくて、全く売れない」とのことだったが、これを発見したショウとマコトは予想外の一品との遭遇に大変驚いた。その後、念願のバイオリンベースを手に入れたマコトの横でショウは本ギターを調整し、試し弾きした。

## ファブ・フォーのディスコグラフィ

### シングル
1. 抱きしめたい／アンド・アイ・ラヴ・ハー
2. アイ・ソー・ハー・スタンディング・ゼア／イエスタデイ
3. ア・ハード・デイズ・ナイト

### アルバム
THE FAB4 （1962年4月23日発売）
| A面 1. 抱きしめたい 2. アンド・アイ・ラヴ・ハー 3. アイ・ソー・ハー・スタンディング・ゼア 4. イエスタデイ 5. ア・ハード・デイズ・ナイト 6. シー・ラヴズ・ユー | B面 1. ヘルプ! 2. ノルウェーの森 3. ウィズ・ア・リトル・ヘルプ・フロム・マイ・フレンズ 4. サムシング 5. サージェント・ペパーズ・ロンリー・ハーツ・クラブ・バンド 6. レット・イット・ビー |

## 単行本
- 藤井哲夫（原作）・かわぐちかいじ（作画） 『僕はビートルズ』 講談社〈モーニングKC〉、全10巻
  1. ISBN 978-4063729320 2010年8月23日発売
  2. ISBN 978-4063729535 2010年10月22日発売
  3. ISBN 978-4063729740 2011年1月21日発売
  4. ISBN 978-4063729894 2011年3月23日発売
  5. ISBN 978-4063870084 2011年6月23日発売
  6. ISBN 978-4063870312 2011年8月23日発売
  7. ISBN 978-4063870589 2011年11月22日発売
  8. ISBN 978-4063870794 2012年1月23日発売
  9. ISBN 978-4063871012 2012年4月23日発売
  10. ISBN 978-4063871029 2012年4月23日発売